# Dirk Hillbrecht
Dirk Hillbrecht (Hanôver, 10 de junho de 1972) é um revelador de software e um antigo líder do Piratenpartei Deutschland.
Hillbrecht é também defensor contra patentes de software, e contato regional de patentfrei.de em Baixa Saxônia.